# Jan Zimmermann
Jan Zimmermann (ur. 19 sierpnia 1949 w Poznaniu) – polski prawnik administratywista, profesor nauk prawnych, w latach 2002–2019 kierownik Katedry Prawa Administracyjnego na Wydziale Prawa i Administracji Uniwersytetu Jagiellońskiego.

## Życiorys
Syn administratywisty prof. Mariana Zimmermanna. W 1971 ukończył studia prawnicze na Wydziale Prawa i Administracji Uniwersytetu im. Adama Mickiewicza. 1 grudnia 1971 został zatrudniony na Wydziale Prawa i Administracji Uniwersytetu Jagiellońskiego. W 1977 uzyskał stopień naukowy doktora nauk prawnych, a w 1986 otrzymał stopień naukowy doktora habilitowanego. W latach 1992–2012 był sędzią Naczelnego Sądu Administracyjnego. W 1997 uzyskał tytuł naukowy profesora. Od 2002 kierował Katedrą Prawa Administracyjnego UJ.
Był promotorem w przewodzie doktorskim Andrzeja Dudy, w latach 2015-2025 prezydenta RP.
Został członkiem rady programowej czasopisma „Przegląd Prawa Publicznego”.

## Wybrane publikacje
- Książki
  - Motywy decyzji administracyjnej i jej uzasadnienie, Warszawa 1981
  - Administracyjny tok instancji, Kraków 1986
  - Polska jurysdykcja administracyjna, Wydawnictwo Prawnicze, Warszawa 1996
  - Postępowanie podatkowe, komentarz do Działu IV oraz niektórych przepisów Działu IX ustawy z dnia 29 sierpnia 1997 r. - Ordynacja podatkowa, Toruń 1998
  - Prawo administracyjne, Zakamycze 2005, Wyd. II, Zakamycze 2006. Wyd. III, Wolters Kluwer 2008
  - Koncepcja systemu prawa administracyjnego, Wolters Kluwer 2007 (red.)
- Artykuły
  - O niektórych aspektach wewnętrznych jurysdykcji administracyjnej, Zeszyty Naukowe UJ, 1979, Nr 83
  - Motywacja decyzji administracyjnej a granice sfery wewnętrznej działania administracji, Zeszyty Naukowe UJ, 1982, Nr 91
  - Nowe rodzaje postanowień w postępowaniu administracyjnym, Państwo i Prawo, 1983, Nr 1
  - Działanie Naczelnego Sądu Administracyjnego wobec ogólnego postępowania administracyjnego, Krakowskie Studia Prawnicze, 1984, Nr XVII
  - Problem „beneficium novorum” w postępowaniu administracyjnym, (w:) Państwo i Prawo 1987, Nr 5
  - Z problematyki sporów kompetencyjnych między organami administracji państwowej a sądami, (w:) Państwo i Prawo, 1989, Nr 3
  - Elementy procesowe nadzoru i kontroli NSA nad samorządem terytorialnym, (w:) Państwo i Prawo, 1991, Nr 10
  - Zarzuty i protesty w procedurze planowania przestrzennego, (w:) Samorząd Terytorialny, 1996, Nr 10
  - Konstrukcja interesu prawnego w sferze działań Naczelnego Sądu Administracyjnego, (w:) Gospodarka, Administracja, Samorząd, Prace Wydziału Prawa i Administracji UAM, Tom II, Księga Pamiątkowa prof. T. Rabskiej, Poznań 1997
  - Zakaz reformationis in peius w postępowaniu administracyjnym i w postępowaniu sądowo-administracyjnym, (w:) Księga Pamiątkowa profesora Eugeniusza Ochendowskiego, Toruń 1999
  - O tzw. „działaniach bezpośrednio zobowiązujących” administracji publicznej (w:) Procedura administracyjna wobec wyzwań współczesności, Łódź 2004
  - Kilka dylematów nauki prawa administracyjnego w okresie europeizacji (w:) Europeizacja polskiego prawa administracyjnego, Kolonia Limited, 2005
  - Z podstawowych zagadnień sądownictwa administracyjnego (w:) Sądownictwo administracyjne gwarantem wolności i praw obywatelskich 1980-2005, Warszawa 2005
  - Prawo do sądu w prawie administracyjnym, Ruch Prawniczy, Ekonomiczny i Socjologiczny 2006, Nr 2
  - Verfassung der Republik Polen und Verwaltungsrecht, Archivum Juridicum Cracoviense 2006-2007